# Вайт-Оук (Міссісіпі)
Вайт-Оук (англ. White Oak) — переписна місцевість (CDP) в США, в окрузі Туніка штату Міссісіпі. Населення — 595 осіб (2020).

## Географія
Вайт-Оук розташований за координатами 34°38′38″ пн. ш. 90°20′58″ зх. д. / 34.64389° пн. ш. 90.34944° зх. д. (34.643868, -90.349435).  За даними Бюро перепису населення США в 2010 році переписна місцевість мала площу 1,20 км², уся площа — суходіл.

## Демографія
Згідно з переписом 2010 року, у переписній місцевості мешкали 692 особи в 206 домогосподарствах у складі 162 родин. Густота населення становила 578 осіб/км².  Було 208 помешкань (174/км²).
Расовий склад населення:
| - 97,4 % — чорних або афроамериканців - 1,4 % — білих - 0,3 % — корінних американців - 0,1 % — азіатів |

До двох чи більше рас належало 0,7 %. Частка іспаномовних становила 0,4 % від усіх жителів.
За віковим діапазоном населення розподілялося таким чином: 31,8 % — особи молодші 18 років, 59,4 % — особи у віці 18—64 років, 8,8 % — особи у віці 65 років та старші. Медіана віку мешканця становила 30,3 року. На 100 осіб жіночої статі у переписній місцевості припадало 79,3 чоловіків;  на 100 жінок у віці від 18 років та старших — 69,2 чоловіків також старших 18 років.
Середній дохід на одне домашнє господарство  становив 33 062 долари США (медіана — 31 193), а середній дохід на одну сім'ю — 32 918 доларів (медіана — 30 636). Медіана доходів становила 30 143 долари для чоловіків та 24 191 долар для жінок. За межею бідності перебувало 7,4 % осіб, у тому числі 0,0 % дітей у віці до 18 років та 0,0 % осіб у віці 65 років та старших.
Цивільне працевлаштоване населення становило 188 осіб. Основні галузі зайнятості: мистецтво, розваги та відпочинок — 38,8 %, виробництво — 20,7 %, транспорт — 13,8 %, публічна адміністрація — 9,6 %.